# カンパニア (護衛空母)
|            | |
| 艦歴       | |
| 発注       | |
| 起工       | 1941年8月12日                                                                                      |
| 進水       | 1943年6月17日                                                                                      |
| 就役       | 1944年2月9日 1952年                                                                                |
| 退役       | 1945年12月30日 1952年12月                                                                          |
| その後     | 1955年にスクラップとして廃棄                                                                       |
| 除籍       | |
| 前級       | アクティヴィティ                                                                                   |
| 次級       | ナイラナ級                                                                                         |
| 性能諸元   | |
| 排水量     | 基準：12,450 トン 満載：16,000 トン                                                                |
| 全長       | 540 ft (160 m)                                                                                     |
| 全幅       | 70 ft (21 m)                                                                                       |
| 吃水       | 25 ft (7.6 m)                                                                                      |
| 飛行甲板長 | 157 m×21.6 m                                                                                       |
| 機関       | H&V-B&W式6気筒ディーゼル機関2基2軸推進                                                             |
| 最大出力   | 12,000 bhp                                                                                         |
| 最大速力   | 17 ノット (33 km/h)                                                                                |
| 航続性能   | 17 ノット/17,000 海里                                                                              |
| 燃料       | 重油：2,230トン、航空機燃料：237トン                                                               |
| 乗員       | 700名(航空要員：61名)                                                                              |
| 兵装       | Marks XVI 10.2cm(45口径)連装高角砲1基2門 4cm(39口径)4連装機関砲4基16門 エリコン20mm連装機銃8基16門 |
| 搭載機     | 18 機                                                                                              |

カンパニア (HMS Campania, D48) は、イギリス海軍の護衛空母。戦後は1951年のフェスティバル・オブ・ブリテンで浮かぶ展示場として公開され、1952年の核実験、ハリケーン作戦では司令艦として使用された。
カンパニアはナイラナ級航空母艦と艦容は酷似していたものの、同型艦は無い。

## 艦歴
カンパニアはベルファストのハーランド・アンド・ウルフ社で1941年8月12日に起工された。当初はニュージーランドから羊肉を運ぶための冷凍貨物船として建造されたが、その途中海軍によって取得され、1944年前半に護衛空母として竣工した。本艦は船体が大型なために格納庫スペースも広くなり艦載機の大半を船体内部に搭載できた。また、完成時期が遅かったために新型の277型高低度警戒レーダーや戦闘情報システムなどの新装備が竣工時から搭載された。

### 第二次世界大戦
就役後は大西洋および北極海において船団護衛、対潜哨戒任務に従事する。1944年12月、北極海でRA62船団を護衛中、搭載機のフェアリー ソードフィッシュがドイツ潜水艦U-365を攻撃、これを撃沈した。
1945年2月8日、フェアリー フルマーが着艦事故を起こしている。
カンパニアは大戦を切り抜け、他のイギリス護衛空母と異なってすぐに廃棄や売却されることはなかった。航空機輸送艦として短期間使用された後、1945年12月に予備役として保管されることとなった。

### フェスティバル・オブ・ブリテン
1951年のフェスティバル・オブ・ブリテンでカンパニアは移動展示館として使用された。民間の乗組員によって操艦されたカンパニアは国中の港に巡航し、ロンドンの主展示場および2,000の地方催事を補足した。
フェスティバルの責任者であるジョン・ホーランドは、艦が「容易にはショーボートに転換できない」と考えていた。しかしながら、戦後のヨーロッパ復興における船舶輸送に対する大きな需要の中、彼は同僚たちとともに、艦を使用できたことを幸運に感じていた。
艦は白く再塗装され、骨格マストで装飾された。公式に「航洋展示会 Sea Travelling Exhibition」と名付けられ、その展示品はロンドンの主展示場を反映するように意図された。陸上を巡回する展示会のように、展示場は3つのセクション、イギリスの地理・発見・人々に分けられた。1951年5月4日から10月6日まで艦はサウサンプトン、ダンディー、ニューキャッスル、ハル、プリマス、ブリストル、カーディフ、ベルファスト、バーケンヘッド、グラスゴーを巡回し、それぞれの港に10日から14日間留まった。

### ハリケーン作戦
フェスティバルが終了すると、カンパニアはバーケンヘッドで困難な任務であるハリケーン作戦の司令艦として改修された。同作戦はイギリス初の核実験で、オーストラリア西部のモンテベロ諸島で行われた。改修では作業室、研究室、オフィスなどの設置に加えて、海水淡水化装置が装備された。モンテベロ諸島には水源が無く、実験に参加する1,500名に真水を供給するためであった。
実験には他の4席の艦、揚陸艦ナルヴィク、ゼーブリュッヘ、トラッカーおよびフリゲートのプリムが参加した。トラッカーは保健船に指定され、汚染除去設備を装備した。核爆弾はプリムに設置して爆破される予定であった。小艦隊はアーサー・デヴィッド・トルセー少将によって指揮された。
2機のドラゴンフライおよび2機のシーオッターを含む大量の装備を甲板や格納庫に満載し、カンパニアは1952年6月2日にポーツマスを出航した。イギリスの核開発を主導したウィリアム・ペニーら85名の科学者が乗り組み、その半数はイギリスの核計画に直接携わり、残りは民間から選抜されていた。
小艦隊はジブラルタル、ケープタウン、モーリシャス、フリーマントルを経由してモンテベロ諸島に8月8日到着した。それから2ヶ月間を実験の準備に費やす。実験は10月3日に実施された。
カンパニアは帰国後の1952年12月に退役し、1955年にブライスで売却、スクラップとして廃棄された。

## 参考図書
- 「世界の艦船増刊第71集　イギリス航空母艦史」(海人社)